# SMS Audio
SMS Áudio LLC é uma marca global de dispositivos de áudio pessoais e versátil, que se dedica a melhorar a forma como as pessoas experimentam música. SMS Audio é uma empresa privada liderada por 50 Cent. A empresa fabrica dispositivos de áudio high-end, incluindo fones de ouvido e acessórios relacionados. SMS Áudio adquirido KonoAudio em 2011 e criou três linhas de fones de ouvido que foram originalmente lançados em 2011 e início de 2012. A empresa lançou um produto alto-falante em 2013.
O slogan da SMS áudio é "Studio Masterizado Som Wherever You Go".

## História
SMS Áudio, foi constituída em Março de 2011, em Delaware, que em seguida, incorporada
na Flórida em agosto de 2011 por 50 Cent. A sigla SMS significa "Studio Masterizado som". 50 Cent adquiriu KonoAudio em agosto de 2011 para lançar SMS Áudio. Seu fundador,
Brian M. Nohe, tornou-se o Presidente da SMS Áudio. Nohe era um ex- Gillette KonoAudio executivo,
que fundou em 2007, devido a seu interesse pessoal na música e equipamentos de áudio high-end. 50 Cent e Nohe trabalhou juntos na concepção de três linhas de fones de ouvido high-end
que foram introduzidas no final de 2011 e início de 2012.
  Em junho de 2012, fones de ouvido SMS
foram comercializados através QVC infomerciais. 50 Cent recrutou Timbaland em janeiro 2013
como um parceiro de investimento e membro do conselho de administração da empresa para
influenciar a engenharia de áudio de SMS Áudio produtos.
Em julho de 2013, 50 Cent anunciou parceria da SMS de áudio com Feeding America, líder nacional fome alívio caridade do país, para fornecer um milhões de refeições por ano para famílias
com insegurança alimentar em todo os Estados Unidos.